# Validea

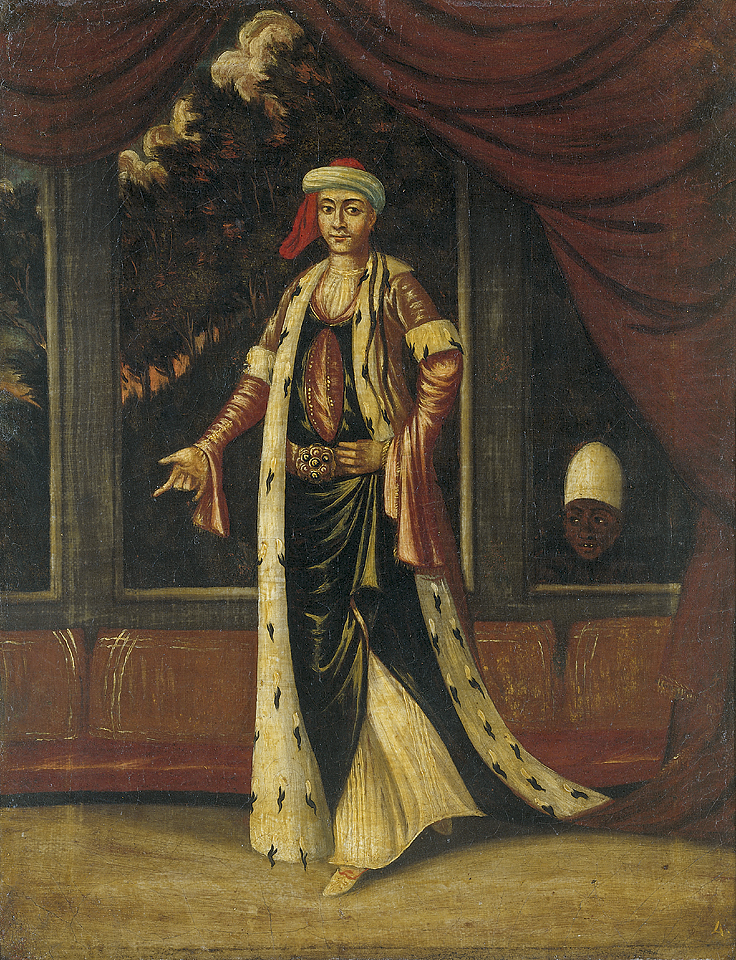
Pictură de Jean Baptiste Vanmour

Valide Sultan (turcă otomană: والده سلطان, lit. "mamă sultan") a fost titlul deținut de „mama legală” a unui sultan conducător al Imperiului Otoman. Titlul a fost folosit pentru prima dată în secolul al XVI-lea pentru Hafsa Sultan (decedată în 1534), consoarta lui Selim I (r. 1512-1520) și mama lui Suleiman Magnificul (r. 1520-1566), care înlocuiește titlul anterior de mehd-i ulya. [1] În mod normal, mama în viață a unui sultan domnitor deținea acest titlu. Acelor mame care au murit înainte de aderarea fiilor lor la tron nu li s-a acordat niciodată cu titlul de Valide Sultan. În cazuri speciale, bunici și mame vitrege ale unui sultan și-au asumat titlul de Valide Sultan.

## Termen
Cuvântul „valide” (والده) înseamnă literalmente „mamă” în limba turcă otomană, din arabă. Pronunția în turcă a cuvântului valide este pronunțare în turcă: / vaː.liˈde /.
Sultan (سلطان) este un cuvânt arab care este tradus ca „autoritate” sau „stăpânire”. La începutul secolului al XVI-lea, acest titlu, purtat atât de bărbați, cât și de femei din dinastia otomană, înlocuia alte titluri prin care membrii proeminenți ai familiei imperiale fuseseră cunoscuți (în special hatun pentru femei și bey pentru bărbați). În consecință, titlul Valide Hatun (titlu pentru mama în viață a sultanului otoman înainte de secolul al XVI-lea) s-a transformat și în Valide Sultan . Această utilizare subliniază concepția otomană a puterii suverane ca prerogativă a familiei.
Tradiția occidentală îl denumește pe conducătorul otoman ca „sultan”, însă otomanii înșiși foloseau „padișah” (împărat) sau „hünkar” pentru a se referi la conducătorul lor. Titlul oficial al împăratului era format din „sultan” împreună cu „khan” (de exemplu, sultanul Suleiman Khan). În adresă formală, copiii sultanului aveau, de asemenea, dreptul „sultan”, cu prinți imperiali (șehzade) care purtau titlul înainte de numele lor, prințesele imperiale purtându-l după. Exemplu, Șehzade Sultan Mehmed și Mihrimah Sultan, fiul și fiica lui Suleiman Magnificul. La fel ca prințesele imperiale, mama vie și principala consortă a sultanilor domnitori au purtat și titlul după numele date, de exemplu, Hafsa Sultan, mama lui Suleiman și primul sultan valid și Hürrem Sultan, consoarta principală al lui Suleiman și prima Haseki Sultan. Utilizarea în evoluție a acestui titlu reflecta schimbări de putere în rândul femeilor imperiale, în special între Sultanatul femeilor, întrucât poziția consoartei principale s-a erodat de-a lungul secolului al XVII-lea, consoarta principală a pierdut titlul de „sultan”, care a fost înlocuit cu „kadin”, un titlu legat de „khatun” anterior. De acum înainte, mama sultanului a fost singura persoană cu sânge neimperial care a purtat titlul de „sultan”.
Titlul valide purtat înainte sau după un nume dat. Potrivit unui site genealogic, modul formal de abordare a unui „valide” este „Devletlû İsmetlu” (nume dat) „Vâlide Sultân Aliyyetü'ș-Șân Hazretleri” '. Mulți occidentali au tradus adesea titlul oficial, sultan , ca un titlu care nu există oficial printre membrii regali otomani, sultana, posibil pentru a se distinge de conducătorul otoman și de alt membru de sex masculin al dinastiei otomane.

## Rolul și poziția
Sultana-mamă a fost poate cea mai importantă poziție din Imperiul Otoman după însuși sultanul. Ca mamă a sultanului, după acesta, conform principiului islamic „Dreptul mamei este dreptul lui Dumnezeu”, sultana-mamă ar avea o influență semnificativă asupra afacerilor imperiului. Avea o mare putere în curte și în camerele proprii (întotdeauna adiacente fiului ei) și personalul de stat. În special în secolul al XVII-lea, într-o perioadă cunoscută sub numele de „Sultanatul femeilor”, o serie de sultani incompetenți sau copii au ridicat rolul sultanei-mamă la noi înălțimi. 
,, Leslie P. Pierce,  Haremul imperial: femei și suveranitate în imperiul otoman , Oxford University Press, 1993, ISBN:  0-19-508677-5. 
Cele mai puternice și cunoscute dintre toate „sultanele valide” din istoria Imperiului Otoman au fost Nurbanu Sultan, Safiye Sultan, Kösem Sultan și Turhan Hatice Sultan.
Majoritatea femeilor harem care erau sclave nu au fost niciodată căsătorite formal cu sultanii. Cu toate acestea, copiii lor au fost  considerați pe deplin legitimi în conformitate cu  Legea islamică, dacă au fost recunoscuți de tată.  Cu toate acestea, doar foarte puține femei harem care au devenit sultane-mamă la urcarea pe tron a fiului lor au fost într-adevăr eliberate de sclavie și căsătorite cu soții lor, foștii sultani otomani. Aceste sultane au fost Nurbanu Sultan, Kösem Sultan și  Rabia Gülnuș Sultan.

## Termen
Cuvântul „valide” (والده) înseamnă literalmente „mamă” în limba turcă otomană, din arabă. Pronunția în  turcă a cuvântului  valide  este pronunție în turcă [vaː.liˈde].
Sultan (سلطان) este un cuvânt arab care este tradus ca „autoritate” sau „stăpânire”. La începutul secolului al XVI-lea, acest titlu, purtat atât de bărbați, cât și de femei din dinastia otomană, înlocuia alte titluri prin care membrii proeminenți ai familiei imperiale fuseseră cunoscuți (în special  hatun  pentru femei și  bey  pentru bărbați). În consecință, titlul  Valide Hatun  (titlu pentru mama în viață a sultanului otoman înainte de secolul al XVI-lea) s-a transformat și în  Valide Sultan . Această utilizare subliniază concepția otomană a puterii suverane ca prerogativă a familiei.
Tradiția occidentală îl denumește pe conducătorul otoman ca „sultan”, însă otomanii înșiși foloseau „padișah” (împărat) sau „hünkar” pentru a se referi la conducătorul lor. Titlul oficial al împăratului era format din „sultan” împreună cu „khan” (de exemplu, sultanul Suleiman Khan). În adresă formală, copiii sultanului aveau, de asemenea, dreptul „sultan”, cu prinți imperiali (șehzade) care purtau titlul înainte de numele lor, prințesele imperiale purtându-l după. Exemplu,  Șehzade Sultan Mehmed și Mihrimah Sultan, fiul și fiica lui Suleiman Magnificul. La fel ca prințesele imperiale, mama vie și principala consortă a sultanilor domnitori au purtat și titlul după numele date, de exemplu,  Hafsa Sultan, mama lui Suleiman și primul sultan valid și  Hürrem Sultan, consortul principal al lui Suleiman și primul haseki sultan. Utilizarea în evoluție a acestui titlu reflecta schimbări de putere în rândul femeilor imperiale, în special între Sultanatul femeilor, întrucât poziția consoartei principale s-a erodat de-a lungul secolului al XVII-lea, consoarta principală a pierdut titlul de „sultan”, care a fost înlocuit cu „kadin”, un titlu legat de „khatun” anterior. De acum înainte, mama sultanului a fost singura persoană cu sânge neimperial care a purtat titlul de „sultan”.
Titlul  valide  purtat înainte sau după un nume dat. Potrivit unui site genealogic, modul formal de abordare a unui „valide” este „Devletlû İsmetlu” (nume dat) „Vâlide Sultân Aliyyetü'ș-Șân Hazretleri” '. Mulți occidentali au tradus adesea titlul oficial,  sultan , ca un titlu care nu există oficial printre membrii regali otomani,   sultana , posibil pentru a se distinge de conducătorul otoman și de alt membru de sex masculin al dinastiei otomane.